# بناب مرند

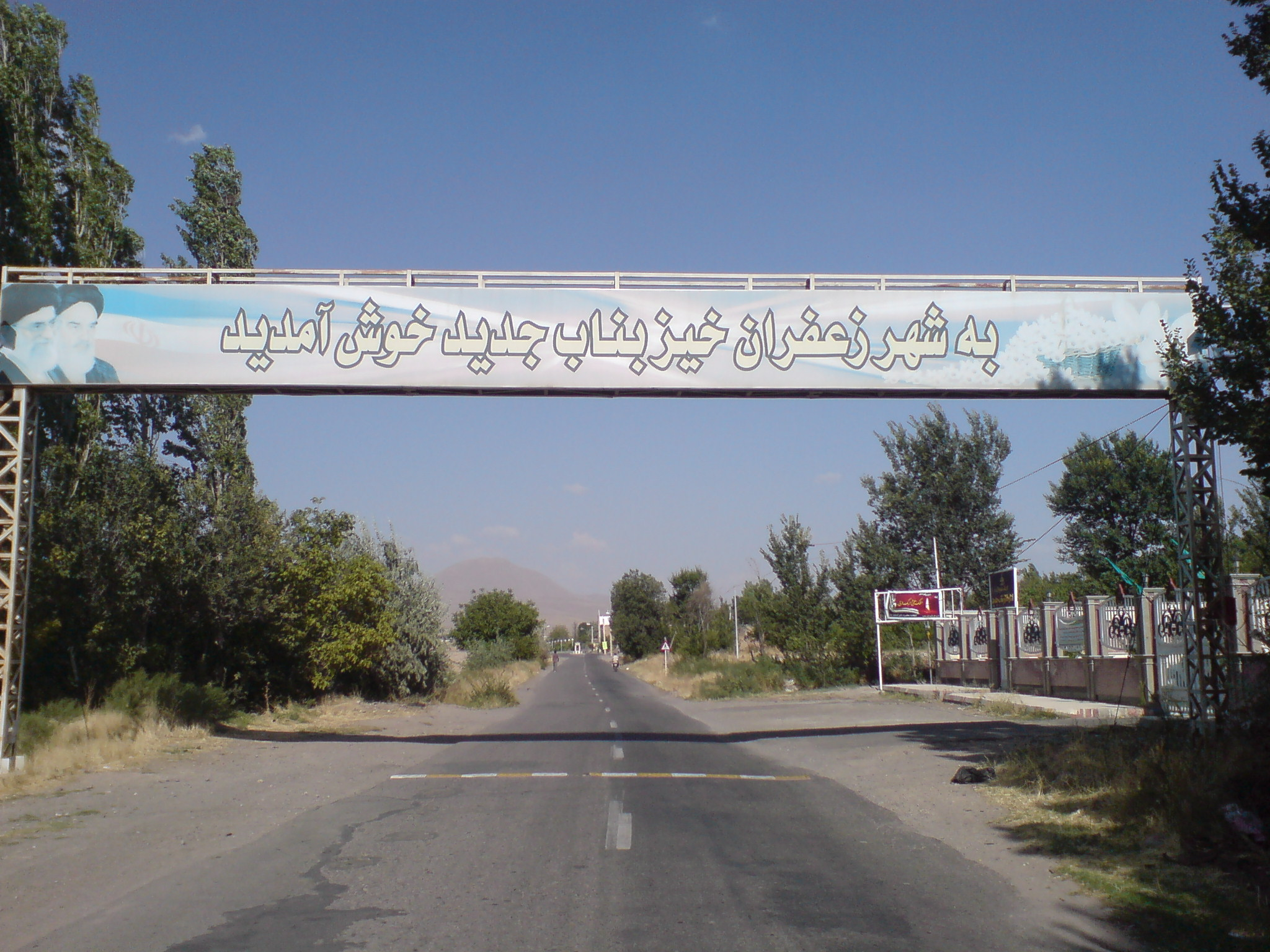
ورودی شهر

بناب مرند (بناب جدید) یکی از شهرهای استان آذربایجان شرقی است که در بخش مرکزی شهرستان مرند واقع شده‌است. این شهر در ۱۰ کیلومتری شرق مرند و ۷۲ کیلومتری شمال غرب تبریز قرار گرفته‌است.
بناب مرند در تاریخ ۱۷ تیر ۱۳۸۳ خورشیدی از روستا به شهر ارتقا یافته و هم‌اکنون از لحاظ رتبه‌بندی شهرداریها، دارای درجهٔ یک است. این شهر از سمت شمال به زنوز، از سمت جنوب به صوفیان، از سمت شرق به ورزقان و از سمت
غرب به مرند محدود شده‌است.
بناب مرند دارای پیشینه‌ای تاریخی است. منطقهٔ تاریخی «آلادر» گورستان‌های متعدد تاریخی را در خود جای داده‌است. در سال‌های اخیر گروهی از افراد این گورستان‌ها را به‌طور غیرمجاز حفاری کرده و آثار تاریخی آن را به سرقت برده‌اند.
آب و هوای بناب مرند معتدل رو به سرد بوده و به دلیل اعتدال هوا، باغ‌های بسیاری در این شهر پدید آمده‌است. در فصل بهار و به ویژه در ماه‌های اردیبهشت و خرداد، شمار بسیاری از گردشگران از این شهر بازدید می‌کنند.

## وجه تسمیه
بناب مرند یکی از مناطق باستانی در خطه شهرستان مرند می‌باشد. در خصوص نام ین شهر مطرح است که در گذشته این شهر در منطقه دارای خانه و ساکنین زیادی بوده‌است به‌طوری‌که بقایای این خانه‌ها در منطقه قره اولدورن (در زبان محلی ترکی) هنوز باقی است و لذا بدین جهت در زبان محلی در ابتدا مین ائو (به فارسی= هزار خانه) که نشان دهنده خانوار زیاد این شهر می‌باشد نام گرفته بود که به مرور بین ائو نیز که به همان معنی است نامیده شده‌است و سپس در طول تاریخ در پی خلاصه‌سازی و روان‌سازی این اسم به تدریج به بیناب و بناب تغیر نام یافته‌است. البته مردم محلی شهر به آنجا بیناب می‌گویند.
دیگر نظریه‌ای که دربارهٔ نام این شهر مطرح است به دوران حکومت [ضحاک] بازمی‌گردد و با توجه به این نظریه در گذشته دور در منطقه آلادر و آقچا قاپی سربازان ضحاک به لحاظ موقعیت استراتژیک منطقه مستقر بودند و چون یکی از القاب ضحاک بیوراسب یعنی دارنده هزار اسب می‌باشد و در زبان ترکی ببن آت نیز به همین معنی می‌باشد لذا در طول گذر تاریخ این نام به بیناب تغییر یافته‌است. همچنین با توجه به وفور اسب در این منطقه چنین نامی دور از انتظار نخواهد بود.
اما از سوی دیگر نظراتی در خصوص نام بِناب مطرح است و آن را بُناب تلفظ می‌نمایند که برگرفته از ریشه فارسی (بُن + آب) به معنی ریشه آب می‌باشد مطرح است و این‌گونه برداشت می‌شود چون آب در این منطقه وفور دارد لذا نام بُناب از این روست اما در رد این نظریه محققین تاریخ با استدلال به اینکه اولاً در این منطقه مردمان ترک زبان ساکن هستند و نامگذاری این مکان با نامی فارسی دور از انتظار است و در هیچ کجا رواجی ندارد. همچنین فرض پرآب بودن منطقه از این جهت رد می‌گردد که بناب در گذشته دور منطقه کم‌آبی بوده‌است و بقایای زمین‌های کشاورزی که به دلیل نبود آب در بناب در مسافت‌های دور از این شهر و در دامنه کوه‌ها به دلیل وجود آب باران و … وجود دارد حاکی از این امر است و در طی دوره‌های جدید است که با احداث متورهای آبی و استخراج آب‌های زیر زمینی این منطقه در میان همسایگان خود به پرآبی مشهور گردیده است.
نام این شهر قبل از تبدیل شدن به شهر، بناب بود که پس از شهر شدن آن در سال ۱۳۸۳ به بناب جدید تغییر یافت اما پس از ۸ سال از آن تاریخ در ۲۵ تیر ماه سال ۱۳۹۱ وزیران عضو کمیسیون سیاسی و دفاعی بنا به پیشنهاد وزارت کشور و به استناد ماده(۱۳) قانون تعاریف و ضوابط تقسیمات کشوری -مصوب ۱۳۶۲- با تغییر نام شهر «بناب جدید» از توابع بخش مرکزی شهرستان مرند در استان آذربایجان شرقی به «بناب مرند» موافقت کرد و رسماً نام این شهر به بناب مرند تغییر یافت.

## مردم

### جمعیت
جمعیت بناب مرند در سرشماری سال ۱۳۸۵ خورشیدی بالغ بر ۴٬۴۳۰ نفر بوده که از این تعداد، ۲٬۰۹۵ نفر مرد و ۲٬۳۳۵ نفر زن بوده‌اند. هم‌چنین شمار خانوارهای این شهر در این سال بالغ بر ۱٬۲۳۶ خانوار بوده‌است.
مردمان بناب مرند با ظاهری ساده و پوششی معمولی می‌باشند و اغلب در کار کشاورزی و دامداری می‌باشند. ساکنین این شهر کلاً مسلمان شیعه می‌باشند و به زبان ترکی آذربایجانی تکلم می‌نمایند.

## تاریخ و مناطق تاریخی

### تاریخ معاصر
شهر بناب مرند در سال ۸۳ از روستا به شهر تبدیل شد و قبل از آن روستا بود و نامش روستای بناب بود و در میان عموم مردم شهرستان مرند به بناب مرند مشهور بود. به هنگام شهر شدن این روستا به دلیل شباهت نام این روستا با نام شهر بناب که مرکز شهرستان بناب در نزدیکی مراغه است به ناچار نام این روستا از بناب به بناب مرند تغییر یافت. روستای بناب مرند مرکز دهستان بناب بود که از روستاهای همجوار بناب تشکیل می‌شد. این روستا در سال‌های قبل از انقلاب ایران ظاهری کاملاً ساده و روستایی داشت به‌طوری‌که از چندین کوچهٔ اصلی و یک میدان مرکزی تشکیل شده بود در این میدان یک برکه بود که عموم مردم روستا از آن استفاده می‌کردند و به دلیل وجود درختان نارون بزرگ در این میدان، از آن در زبان محلی ترکی به «قره آغاج دیبی» یاد می‌شد و در سالیان اخیر نام این میدان ابتدا «میدان ولیعصر» و سپس به «میدان امام حسین» تغییر یافته ولی باز نام «قره آغاج» در میان بومیان این شهر رایج است. در آن زمان روستای بناب دارای ۵ محلهٔ اصلی به نام‌های «چیل خوروز» در سمت غرب میدان، «یوخاری چوچه» در سمت شرقی میدان، «قاسملو» در جنوب میدان، «ملک لو» در شمال شرق میدان و «آشاغی کوچه» در شمال غرب میدان قرار دشتند. امروزه دیگر اثری از برکه و درختان نارون در میدان مرکزی بناب باقی نمانده‌است. بعد از این که بناب به شهر تبدیل شد و شهرداری در آن استقرار یافت، در میدان مرکزی آن یا همان «قره آغاج دیبی» در زمان شهردار نخست (مهندس مؤمنی)، کوزه‌ای عظیم در وسط میدان ساخته شد و از آن به عنوان مرکز شهر و نماد آن استفاده شد ولی به علت بزرگی کوزه و جا گیر بودن آن چندان با استقبال مردم روبه رو نشد تا اینکه در زمان شهردار دوم یعنی مرحوم مهندس طهمزی این کوزه از وسط میدان برداشته شد و به سد بناب برده شد و بعد از آسفالت کاری میدان، حوض آبی در وسط میدان ایجاد شد که بیانگر همان برکهٔ اولیه بود و در وسط حوض مجسمه‌ای از گل‌های زعفران قرار داده شد که نمادی باشد بر زعفران خیز بودن این شهر که در حال حاضر نیز این حوض و زعفران نماد میدان مرکزی بناب یا به عبارتی میدان امام حسین می‌باشد. در زمان شهردار نخست طرح هادی در بیشتر محله‌های بناب اجرا شد و در زمان شهردار دوم این محله‌ها آسفالت شدند ولی با این وجود بیشتر محله‌ها و خیابان‌های این شهر هنوز خاکی هستند و بافت روستایی خود را حفظ کرده‌اند.

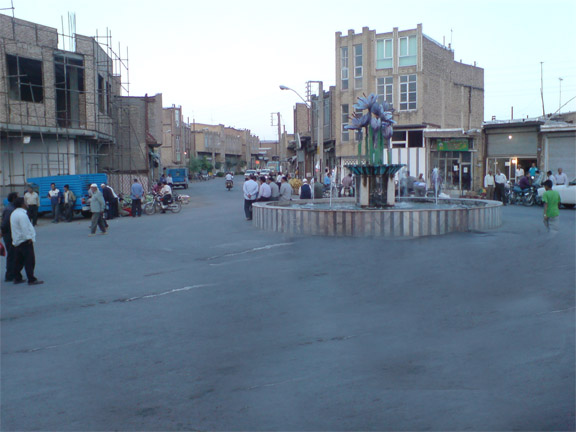
میدان امام حسین «قره آغاج دیبی»

### تاریخچه آب شرب بناب
در گذشته لوله‌کشی آب در بناب وجود نداشت و مردم بناب برای تأمین آب مورد نیاز برای خود و دام‌های خود اقدام به ایجاد محل‌هایی برای ذخیره و استفاده آب کرده بودند این محل‌ها یکی انبار آب بود که در هر محله یکی دوتا وجود داشت و مردم ابتدا آب رودخانه‌ها را به درون این انبارها هدایت می‌کردند و بعد از ته‌نشین شدن گل و لای آن از آن برای آشامیدن استفاده می‌کردند که از این انبارها می‌توان به ته زه انبار،عاشیق حسن انباری، ملک لو انباری، حاج علی‌اکبر انباری، قاسملو انباری اشاره کرد. مکان‌های دیگری که برای نگهداری آب استفاده می‌شد سوقّاغا نام داشت که آب آن‌ها نیز همانند انبارها از آب رودخانهٔ یوخاری آرخ که از آجی قاپی می‌آید تأمین می‌شد ولی ز آب سوقّاغا برای دام‌ها استفاده می‌شد. چندین سال بعد مردم اقدام به ایجاد منبع آب در قسمت جنوبی بناب نمودند و سپس آب چشمه زیلبیخ را که در کوه‌های جنوبی بناب بود با استفاده از لوله‌کشی به این منبع آب هدایت کردند و سپس آب را از منبع آب به داخل شهر لوله‌کشی کردند؛ ولی این لوله‌کشی آب فقط برای محله‌ها انجام گرفت و به داخل خانه‌ها لوله‌کشی انجام نشد؛ و مردم محله‌ها برای تأمین آب خود در کنار این شیر آبی که در محله‌ها وجود داشت به نوبت می‌ایستادند و از آن استفاده می‌کردند؛ ولی بعدها با کاهش آب چشمه زیلبیخ، اینبار آب چشمه «هف چشمه» به داخل منبع آب هدایت شد و چند سال پس از آن لوله‌کشی آب به داخل خانه‌ها نیز انجام شد و تا به امروز آب بناب از این چشمه تأمین می‌شود؛ ولی در سال‌های اخیر به خصوص بعد از اینکه بناب به شهر تبدیل شد و سازمان آب و فاضلاب در این شهر استقرار یافت به علت اینکه دیگر آب چشمه «هف چشمه» کفاف مصرف ساکنین را نمی‌دهد سازمان آب و فاضلاب بر آن شد تا برای تأمین آب شرب اهالی اقدام به احداث موتورهای آب نمایدتا در مواقع کاهش آب چشمه از آن‌ها استفاده نماید.

نقشه خیابان‌های بناب مرند

### گورستان تاریخی بناب مرند
در سطح شهرستان مرند ۸ گورستان در فهرست آثار ملی به ثبت رسیده‌اند که گورستان تاریخی بناب جدید یکی از این هشت گورستان به ثبت رسیده‌است که قدمت گورستان‌های ثبت شده در فهرست آثار ملی مربوط به قرون میانه و متاخر اسلامی و دوره‌های ایلخانی، اشکانی و قاجار می‌باشد که راستای اجرای ماده یک قانون تشکیل سازمان میراث فرهنگی و به شماره ۲۲۲۶۶ در تاریخ ۱۳۸۶/۱۲/۲۷ در فهرست آثار ملی به ثبت رسیده‌اند.
گورستان بناب جدید با طول جغرافیایی ۴۵ درجه و ۵۰ دقیقه و ۷٫۱۳ ثانیه و عرض جغرافیایی ۴۳ درجه و ۲۵ دقیقه و ۳۶٫۰ ثانیه و ۴۴۳۶ فوت ارتفاع از سطح دریا در داخل شهر واقع شده‌است.
گورستان بناب جدید در سمت جنوبی این شهر قرار گرفته‌است. تاکنون هیچ گونه اقدامات در جهت حفاظت از این مکان تاریخی انجام نشده‌است.
اوائل خردا ماه سال ۱۳۹۲ گودالی به قطر شصت سانت در قسمت غربی این گورستان توسط اهالی کشف شد که تقریباً ۵ متر عمق داشت و مشخص بود که گودال مذکور مخفیانه حفر شده‌است اما نکته جالب توجه این بود که کوچکترین اثری از خاک‌های حاصل از حفر گودال در محل وجود نداشت.

### مسجد جامع بناب مرند
مسجدجامع بناب جدید یکی از قدیمی‌ترین مساجد این شهر است که در مجاورت میدان مرکزی (میدان امام حسین) این شهر و در ضلع شمال شرقی میدان واقع است. این مسجد در یک طبقه و با سقفی شیروانی است؛ و دارای یک حیاط در قسمت شرق مسجد است. داخل مسجد نیز توسط دیواری کوتاه که به سقف نمی‌رسد به دو قسمت نا مساوی مردان و زنان تقسیم شده‌است به‌طوری‌که وسعت قسمت مردان بیش از دو برابر قسمت زنانه این مسجد می‌باشد. از نکات جالب توجه این مسجد این است که با وجود زیربنای بزرگ و عظیم آن کوچکترین ستونی در آن وجود ندارد و کل فضای مسجد یکپارچه می‌باشد و در سقف آن نیز به جای تیر آهن از چوب استفاده شده‌است. دیوارهای داخل مسجد فاقد هرگونه گچ بری یا کاشی کاری است و به صورت ساده گچ کاری شده‌است. این مسجد اصلی‌ترین تجمع گاه اهالی بناب جدید در مراسم مذهبی و سایر مناسبت‌ها می‌باشد. مسجد دارای سه درب ورود و خروج است که دو در در ضلع غربی مسجد مختص ورود و خروج مردان و زنان است و درب سوم در ضلع شرقی مسجد قرار دارد که به حیاط مسجد باز می‌شود. این مسجد در سال‌های اخیر به دلیل اتصال در سیستم سیم‌کشی برقش دچار آتش‌سوزی خفیفی در سقفش شده بود که منجر به اصلاح سیستم برق کشی مسجد شد.

### ساختمان مسجد
این مسجد با زیر بنای تقریبی ۵۰۰ متر مربع در بتدا به صورت کاه گل بود و در آن زمان ستون‌های چوبی متعددی داشت؛ ولی بعداً آن مسجد گلی را تخریب و به جای آن مسجدی آجری ساختند. گفتنی است در آن زمان شخصی به نام حاج محمد هزینهٔ برداشت دیوار گلی جلوی مسجد را تقبل نمود تا همهٔ دیوار به صورت آجری ساخته شود. سقف این مسجد نیز با چوب ساخته شد. بناب این محل مسجد شخصی به نام امام علی بود که اصالتاً اهل روستای دولت‌آباد بود ولی در آن زمان در مرند زندگی می‌کرد. سقف این بنا نیز توسط شخصی به نام حاج علی‌اکبر ساخته شد؛ که کل سقف به صورت چوبی است و بالای سقف چوبی یک سقف شیروانی قرار دارد.
مسجد تازه ساخت در سال ۱۳۴۸ خورشیدی ساخته شد و آمادهٔ استفاده شد. از اولین مسئولین این مسجد مشهدی جبرئیل و مشهدی ابوالفضل بودند. بعد از این اشخاص در سال ۱۳۵۰ خورشیدی حاج علی حتمی و مرحوم حاج نوروز فتح‌اللهی به عنوان مسئولین و مراقبان (در زبان محلی: میجور) انتخاب شدند و تا به امروز ۴۵ سال است که این اشخاص در خدمت مسجد جامع هستند.

### آتش‌سوزی در مسجد
در این مسجد دو بار آتش‌سوزی رخ داده که آتش‌سوزی اول شدید تر بود. در آن زمان برای گرم کردن مسجد از بخاری‌های چوبی (چوب سوز) استفاده می‌شد که آتش‌سوزی چوب‌های بید مورد استفاده بخاری باعث کسترش آتش به سقف این مسجد شده بود.
آتش‌سوزی دوم چندین سال پیش بر اثر اتصال در سیم‌کشی برق مسجد به وجود آمده بود که موجب شد در قسمتی از سقف مسجد آتش‌سوزی شود ولی خوشبختانه بلافاصله آتش وزی مهار شد و خسارت چندانی به بار نیاورد و بعد از آن سیستم برق کشی مسجد اصلاح گردید تا از این بابت خطری متوجه مسجد نباشد.

### علم‌های مسجد

علم (شط)های مسجد جامع بناب جدید

در این مسجد سه عدد علم وجود دارد که در زمان‌های قدیم یکی از آن‌ها ناپدید گردید ولی دوتای دیگر هنوز موجود است که با نام‌های شط بزرگ و شط کوچک معروفند. در بارهٔ فلسفه وجودی این شط‌ها چیز زیادی در دست نیست ولی تا آنجا که معلوم است این شط‌ها قبلاً در منزل حاج رضا روشنی بودند که بعدها به مسجد منتقل شدند و در دو گوشهٔ جنوب غربی و جنوب شرقی مسجد نگهداری می‌شوند و اکثراً در ایام محرم به ویژه تاسوعا و عاشورا مردم پارچه‌های نذری خود را به این شط‌ها می‌بندند و بعداً این پارچه‌ها از شط باز شده و خرج مسجد می‌شوند.

## مشاغل
اکثر ساکنان بناب جدید به کشاورزی می‌پردازند. این شهر تنها مرکز کشت زعفران در سطح منطقهٔ آذربایجان بوده و به‌عنوان «شهر زعفران» شناخته می‌شود. زعفران بناب جدید جزء مرغوب‌ترین زعفران‌های تولیدی در سطح ایران است. علاوه بر زعفران در این شهر میوه جاتی از قبیل زردآلو، سیب، گیلاس، گردو، آلبلالو و… نیز به عمل می‌آید. همچنین کشاورزان این شهر در کار کشت گندم و جو و سایر غلات می‌باشند. خاک بناب جدید از جمله خاک‌های مرغوب برای کشاورزی می‌باشد. همچنین قالی بافی نیز در میان اهالی این شهر رونق دارد و حتی تعاونی فرش نیز برای قالی بافان ایجاد شده‌است.

### صنعت در بناب مرند
در شهر بناب مرند به علت بافت روستا مانند این شهر جدید التأسیس اکثراً مشاغل کشاورزی و دامداری رونق فراوانی دارد اما در سالیان اخیر مشاغلی همچون ساخت و تولید مبل، دامداری‌ها و مرغداری‌های صنعتی در این شهر به چشم می‌خورد.
همچنین باید اشاره کرد که این شهر از لحاظ وجود کارخانجات تولیدی و… دچار فقر می‌باشد و تنها کارخانه فعال این شهر کارخانه آب معدنی ماختا می‌باشد که در سالیان اخیر افتتاح گردیده و موجبات اشتغال مستقیم تقریباً ۴۰ نفر را گردیده‌است. همچنین شرکت تعاونی تولید عرقیات گیاهی و شرکت تعاونی فرش روستایی نیز در این شهر فعالیت می‌نمایند.

افتتاح کارخانه ماختا توسط استاندار(دکتر بیگی)
سخنرانی استاندار در مراسم افتتاحیه کارخانه ماختا

### امکانات شهر
در خصوص امکانات شهری و مبلمان شهری شهر بناب جدید می‌توان گفت که تقریباً ۸۰ درصد خیابان‌های اصلی این شهر و در کل ۶۰ درصد معابر داخل شهری به صورت آسفالت شده می‌باشد. اما از لحاظ وجود فضای سبز داخل شهری چیز زیادی برای گفتن نیست. این شهر از نعمات آب شرب سالم، برق، گاز و تلفن برخوردار می‌باشد و کلیه خطوط تلفن همرا و کلیه شبکه‌های تلویزیونی در این شهر از پشتیبانی خوبی برخوردار است همچنین در سال‌های اخیر (۲۴ تیر ۹۰) به همت و تلاش جوانان فرهنگی شهر بناب جدید این شهر از نعمت اینترنت پرسرعت(ADSL) بهره‌مند گردید که با بالا رفتن سطح عمومی سواد در این شهر روز به روز بر استفاده کنندگان از اینترنت پرسرعت افزوده می‌شود.
از دیگر امکانات این شهر می‌توان به جایگاه CNG شهر و وجود یک بانک و یک دفتر خدمات ارتباطی اشاره کرد.

## جشنواره زعفران بناب مرند
از آنجایی که شهر بناب مرند نخستین شهر زعفران خیز در شمالغرب کشور می‌باشد لذا به عنوان شهر طلای سرخ آذربایجان نیز معروف می‌باشد و از آنجایی که دارای خاک حاصلخیزی می‌باشد بنابرین زعفران بناب مرند از کیفیت بالایی برخوردار است از این رو در راستای حمایت از این محصول استراتژیک برای اولین بار در ۱۵ آبان ماه سال ۱۳۹۰ شهرداری و شورای اسلامی شهر بناب جدید با همکاری فرمانداری مرند و اداره جهاد کشاورزی شهرستان مرند اقدام به برگزاری نخستین جشنواره استانی زعفران در شهر بناب مرند نمودند که با استقبال چشمگیری همراه بود و در آن از نخستین تمبر اختصاصی زعفران بناب مرند رونمایی گردید.
دومین جشنواره زعفران شهر بناب مرند ۱۶ آبان سال ۱۳۹۱ با همکاری اداره جهاد کشاورزی استان آذربایجان شرقی، جهاد کشاورزی شهرستان مرند، شهرداری بناب مرند و فرمانداری مرند در شهر بناب مرند برگزار گردید و همانند دوره گذشته از زعفران کاران نمونه تقدیر به عمل آمد.

نخستین جشنواره زعفران بناب مرند
تمبر اختصاصی نخستین جشنواره زعفران بناب مرند
رضوانی فرماندار مرند در حال امضای تمبر جشنواره زعفران بناب مرند

## جای‌های دیدنی

### دره آلادر

دره زیبای آلادر (Aladar)

درهٔ آلادر با دارابودن باغ‌ها و چشمه‌های آب متعدد، مهم‌ترین مرکز جذب گردشگر در بناب جدید محسوب می‌شود. آب چشمه‌های این منطقه در فصل‌های بهار و تابستان منبع اصلی تأمین آب موردنیاز باغ‌های این شهر و در فصل‌های پاییز و زمستان تأمین‌کنندهٔ آب سد این شهر است. هم‌چنین در این آب انواع آبزیان و از جمله انواع ماهیها پرورش می‌یابند.

### سد بناب جدید

سد بناب جدید

سد بناب جدید نیز ار مهم‌ترین مراکز جذب گردشگر در سطح بناب جدید و شهرستان مرند به‌شمار می‌رود. وجود این سد در این منطقه باعث جذب انواع مختلف پرندگان به آن شده و تنوع گونه‌های مختلف پرندگان در این منطقه را فراهم آورده‌است. متأسفانه این سد در سال ۸۹ که دریاچه آن به‌طور کامل آبگیری شده بود در اثر وجود ترک یا گسل احتمالی در کف بستر دریاچه باعث دررفت کل آب ذخیره شده گردیده و هم‌اکنون با اعتبار بیش از ۳ میلیارد تومان در حال عملیات پتوکشی با یک لایه ۶۰ سانتی رسی در کف بستر دریاچه سد یا بلانکت کف بستر هستند و دریاچه سد در حال حاضر کاملاً خالی از آب است.
عده‌ای از کارشناسان منطقه مرنداز جمله مهندس محمد صادق مصطفوی و مهندس فخرالدین قهرمانی به عنوان یک شهروند حساس به مسائل منطقه برای بررسی ابعاد این حادثه به محل سد مراجعه نموده و مطالبی نیز در این خصوص در سایت مرند خبر - بناب نیوز- مرند و توسعه و تیکینتی و سایر وبلاگ‌های منطقه مرند به رشته تحریر درآورده‌اند که خواندن آن‌ها برای شما خالی از لطف نیست و در هر حال ما امیدواریم که این سد مهم به حیات واقعی خود برگشته و برای منطقه مرند مایه خیر و برکت باشد. لازم است ذکر شود که این سد در مسیر جاده ابریشم احداث شده‌است.

### آقچا قاپی
آقچا قاپی یا در اصطلاح بومی آزاقاپی نام محل دره مانندی است که در امتداد آلادر واقع است و امتداد آقچا قاپی نیز به روستای نوجه‌ده‌درق وصل می‌شود و سپس ادامه می‌یابد. آب رودخانه در فصل تابستان توسط اهالی از آقچا قاپی به آلادر هدایت می‌شود و از آن برای آبیاری باغات و زمین‌ها استفاده می‌شود و در فصل زمستان نیز آب این رود به سد بناب جدید سرازیر می‌شود. البته نام این رود آقچا قاپی نیست بلکه آقچا قاپی نام محلی است در امتداد آلادر که این رود از آن می‌گذرد. آب این رود خانه محل زیست ماهیان و انواع قورباغه و مار و… می‌باشد. این مکان در تابستان یکی از زیباترین مناطق بناب است که همگان را به سوی خود جلب می‌کند.

### کوه‌های بناب جدید
کوه‌های بناب که در پیرامون بناب جدید قرار گرفته‌اند، دارای چشمه‌های متعدد آب معدنی و گیاهان متنوع دارویی هستند و در فصل بهار، گردشگران بسیاری را به خود جذب می‌کنند. از چشمه‌های موجود در این کوه‌ها می‌توان به «زیلبیخ»، «چور چشمه» و ماختا اشاره کرد.

## آموزش

### آموزش عمومی
بناب جدید دارای ۲ واحد دبیرستان و مدرسهٔ راهنمایی‌تحصیلی است که به صورت شیفتی اداره می‌شوند. هم‌چنین ۲ واحد دبستان و نیز شماری مهد کودک در این شهر فعال‌اند. دبستان‌های بناب جدید عبارتند از دبستان دخترانه شیخ عطّار و دبستان پسرانه راوندی. مدارس راهنمایی نیز که با دبیرستان‌های این شهر به صورت شیفتی هستند عبارتند از مدرسهٔ راهنمایی پسرانه شهید جعفری و مدرسه راهنمایی دخترانه موسوی. دبیرستان‌های این شهر نیز عبارتند از دبیرستان دخترانه الهام و دبیرستان پسرانه شهید پیرزاد.

### آموزش عالی

دانشگاه پیام نور بناب

دانشگاه پیام نور واحد بناب مرند در این شهر با همت هیئت مؤسس دانشگاه در ۷ مرداد سال ۱۳۸۷ تأسیس شده و این مرکز، تنها مرکز آموزش عالی در سطح بناب جدید به‌شمار می‌رود. نخستین رئیس دانشگاه پیام نور واحد بناب مرند دکتر سرمد بودند که بعد از ایشان در اواخر آذر ماه سال ۱۳۹۱ صمد بلاغی با مدرک کارشناسی ارشد در رشته علوم تربیتی به ریاست این دانشگاه انتصاب گردیدند. این دانشگاه در ساختمان کوچک و موقت کار خود را آغاز نمود و قرار است ساختمان اصلی دانشگاه با ریاست محترم آقای محمد رضا روشن نیا به همراه پژوهشکدهٔ زعفران در زمینی به مساحت ۵ هکتار ساخته شود.

#### کتابخانه عمومی بناب مرند
در مورد کتابخانه‌های شهر بناب مرند می‌توان گفت که نخستین کتابخانه این شهر که قبل از تبدیل شدن بناب به شهر فعالیت می‌کرد کتابخانه «بوعلی» بود که به هنگام شهر شدن بناب تعطیل و ساختمان آن توسط شهرداری بناب مرند اشغال گردید و تا حال حاضر نیز در دست شهرداری می‌باشد. اما دیگر کتابخانه این شهر کتابخانه عمومی شهر بناب مرند با نام کتابخانه شیخ اسماعیل تائب می‌باشد که در تاریخ (سه شنبه ۱۳۹۰/۸/۳) با حضور جناب دکتر بیگی استاندار وقت استان آذربایجان شرقی افتتاح گردید و در حال حاضر مشغول ارائه خدمات به شهروندان می‌باشد اما از لحاظ مخزن کتاب با کمبود کتاب مواجه می‌باشد.

افتتاح کتابخانه عمومی بناب مرند به دست استاندار (در سمت راست) و فرماندار مرند

### مشاهیر بناب جدید
شهر بناب جدید زادگاه افراد بزرگی بوده‌است که در زمان خود از تأثیرگذاران منطقه و شهر خود بوده‌اند که از آن جمله می‌توان به عارف بزرگ شیخ اسماعیل تائب و نیز بزرگ‌مردی همچون دکتر اسماعیل رفیعیان اشاره نمود.

## سیاست

### شهرداری
بناب جدید در سال ۸۳ از روستا به شهر تبدیل شد و از آن زمان شهرداری در این شهر استقرار یافت. به علت نبود ساختمان شهرداری، کتابخانهٔ بو علی شهر بناب جدید که چندی بود بسته شده بود به ساختمان شهرداری تبدیل شد. اولین شهردار این شهر مهندس میر ارشد مؤمنی بود، گه تملک‌ها و مسیر گشایی‌های بسیاری در زمان او در بناب جدید انجام گرفت. پس از وی مهندس جعفر طهمزی به سمت شهرداری بناب انتخاب گشت و به دنبال سانحه رانندگی مهر ماه ۸۹ که منجر به فوت مرحوم طهمزی گردید سومین دور شورای اسلامی بناب مرند پس از کش و قوس‌های فراوان و پس از ماه‌ها مهندس بهرام دشتی را به عنوان سومین شهردار بناب مرند انتخاب کردند.
در سال ۱۳۹۲ نیز اعضای چهارمین دوره شورای اسلامی شهر بناب مرند مهندس یعقوب بدر نژاد را به عنوان چهارمین شهردار این شهر انتخاب نمودند.
بناب جدید از بدو تأسیس در سال ۱۳۸۳ خورشیدی تا به امروز، ۴ شهردار به خود دیده‌است.

### ادارات بناب مرند
شهر بناب مرند به علت نزدیکی به مرند و تازه تأسیس بودن آن فاقد ادارات چندانی می‌باشد و به جز چندین اداره ضروری در سایر موارد وابسته و تحت پوشش ادارات شهر مرند می‌باشد از جمله ادارات فعال و موجود در این شهر می‌توان به موارد زیر اشاره نمود:
1. شهرداری بناب مرند که در سال ۱۳۸۳/۴/۱۷ تأسیس گردیده است.
2. اداره گاز که در سال ۱۳۸۳ تأسیس گردیده است.
3. دانشگاه پیام نور واحد بناب مرند که ۱۳۸۷/۵/۷ تأسیس شده‌است.
4. خانه بهداشت در سال ۶۹ و درمانگاه بناب مرند که از سال ۵۲ فعال می‌باشد.
5. اداره آب و فاضلاب که در سال ۱۳۸۶/۱۱/۲۵ تأسیس گردیده است.
6. کتابخانه عمومی بناب مرند که در تاریخ ۱۳۹۰/۸/۳ بدست استاندار وقت افتتاح گردید.
7. نمایندگی اداره برق که در سال ۱۳۵۵ تأسیس گردیده است.
8. نمایندگی اداره مخابرات که در سال ۶۱/۱۱/۱۰ تأسیس گردیده است.

## گالری تصاویر بناب جدید

میدان امام حسین بناب جدید.
سد بناب جدید.
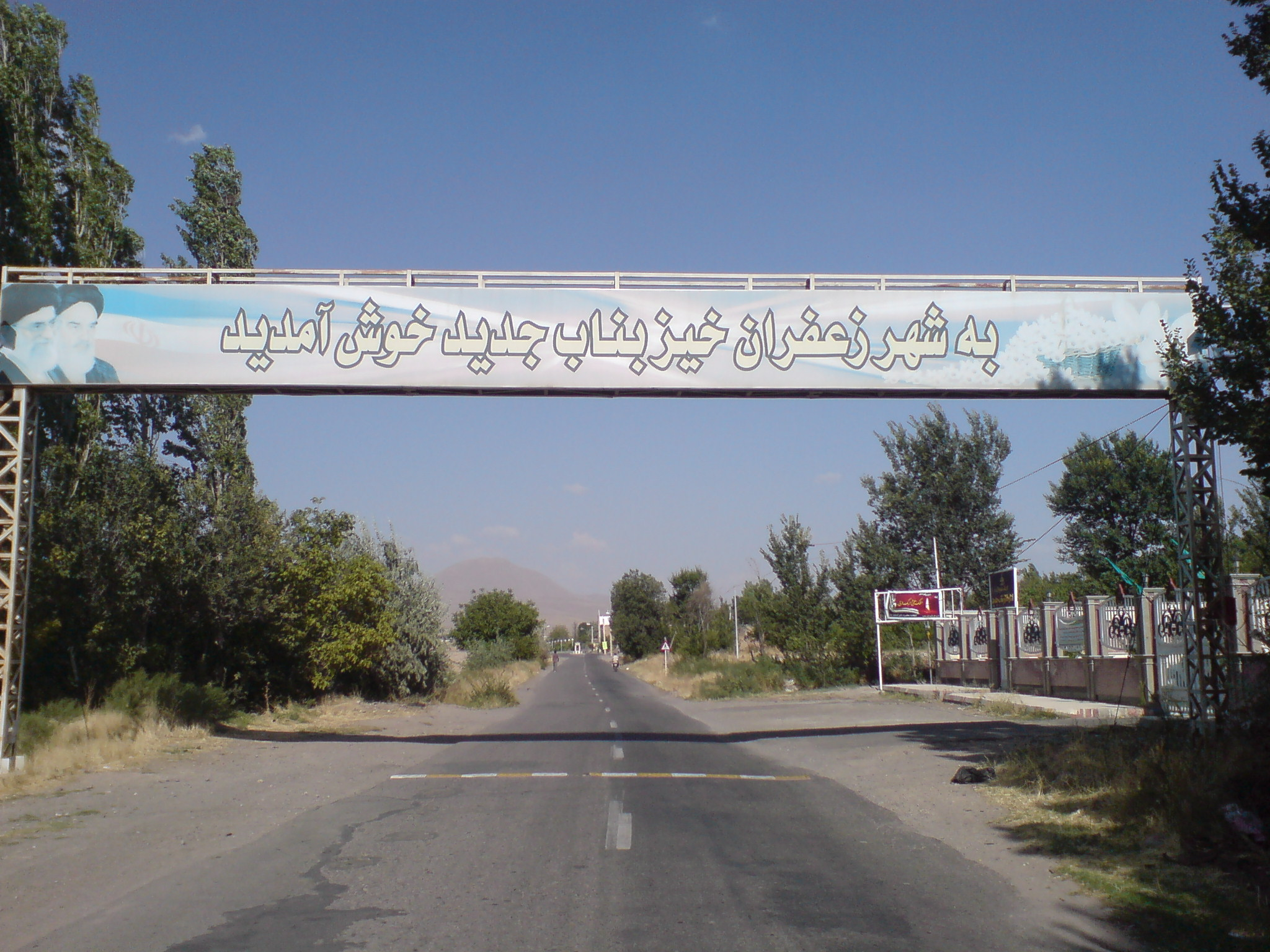
وروی شهر بناب جدید.
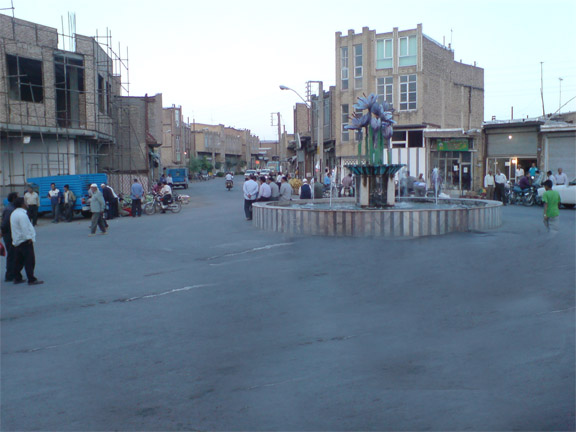
میدان امام حسین بناب جدید.
دانشگاه پیام نور بناب جدید.
سد بناب جدید.
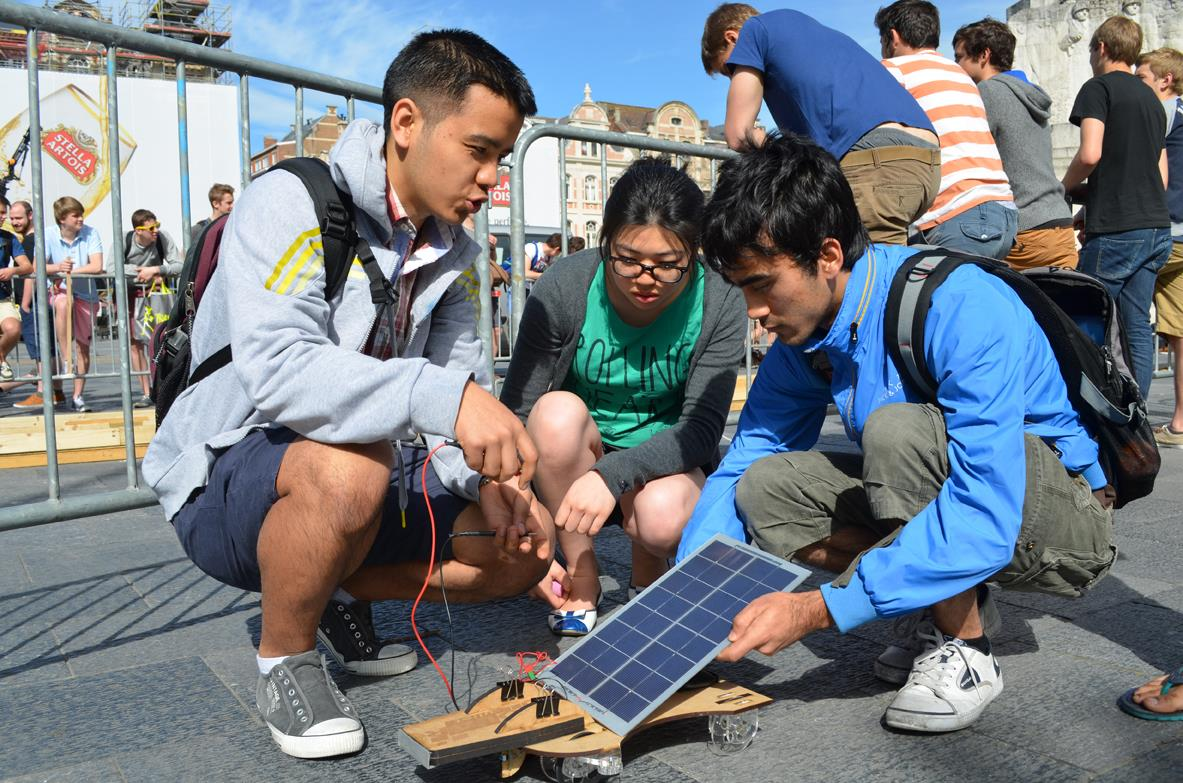
نمای داخل مسجد جامع بناب جدید
منبر مسجد جامع بناب جدید
داخل مسجد جامع بناب جدید
درّه زیبای آلادر
نمای قبلی میدان امام حسین (ولیعصر سابق)
سد بناب جدید
تجلیل از زعفرانکاران برتر شهر بناب مرند در جشنواره زعفران بناب مرند
بنر دومین جشنواره زعفران بناب مرند